# Neil Miller
Neil Miller (* 1945 in Kingston, New York) ist ein US-amerikanischer Autor und Journalist.

## Leben
Miller wurde in Kingston, New York, geboren. Er besuchte die Kingston High School und die Brown University. Von 1975 bis 1978 war er Nachrichtenredakteur für die LGBT-Zeitung Gay Community News, der ersten wöchentlich erscheinenden Zeitung für Lesben und Schwule in den USA. Er arbeitete in den frühen 1980er als Journalist für die Boston Phoenix.
Des Weiteren veröffentlichte Miller mehrere Bücher. 1989 brachte er das Buch In Search of Gay America heraus, in dem er das Leben homosexueller Menschen außerhalb der US-amerikanischen Metropolregionen untersuchte. In diesem Buch thematisierte er unter anderem das Leben eines schwulen Bürgermeisters in einer Kleinstadt in Missouri, von schwulen Landwirten in Minnesota und einer lesbischen Minenarbeiterin in einem Kohlenbergwerk in West Virginia sowie eines schwulen Indianers in South Dakota. Das Buch gewann 1991 den Lambda Literary Award und wurde von der American Library Association geehrt.
Sein zweites Buch Out in the World veröffentlichte Miller 1992. In diesem Buch betrachtete Miller das homosexuelle Leben in zwölf Ländern, unter anderem in Südafrika, Ägypten, Thailand, Japan, Australien und Dänemark. 1995 brachte Miller sein drittes Buch Out of the Past heraus. Thema des Buches ist die Geschichte der LGBT, beginnend ab 1869. Das Buch wurde 2006 in einer revidierten zweiten Auflage herausgebracht.
Das Interesse von Miller an LGBT-Geschichte ließ ihn 2002 sein nächstes Buch  Sex-Crime Panic schreiben. In diesem Buch schildert Miller die Verhaftung von 20 schwulen Männern in Sioux City in Iowa während der McCarthy-Ära. Die Verhaftung war nach dem ungelösten Fall einer brutalen Ermordung von zwei kleinen Kindern. Obwohl die Männer nie in irgendeiner Form mit dem Verbrechen in Verbindung gebracht werden konnten, wurden sie als „sexuelle Psychopathen“ bezeichnet und in der geschlossenen Abteilung einer staatlichen psychiatrischen Anstalt eingesperrt, bis man sie als „geheilt“ betrachtete. Das Buch erhielt 2002 den Lambda Literary Award sowie den Randy Shilts Award von Publishing Triangle. Die Geschichte war bis zu der Veröffentlichung durch Miller, der mit detektivischer Arbeit die Beteiligten und Opfer aufspürte, in der Öffentlichkeit komplett unbekannt gewesen.
2008 veröffentlichte Miller sein fünftes Buch Kartchner Caverns. In diesem Buch berichtet Miller über zwei junge Männer, die 1974 im südlichen Arizona ein erstaunliches System von Tropfsteinhöhlen entdeckten, und verfolgt ihre über 25 Jahren andauernden Bemühungen, um die Höhlen vor der Zerstörung durch Umwelteinflüsse zu bewahren. Die Kartchner Caverns sind heute ein State Park des Staats Arizona. Dieses Buch erhielt 2008 den Southwest Book Award von der Border Regional Library Association. 
Daneben arbeitete Miller als freier Autor in den vergangenen Jahren und veröffentlichte Artikel im Boston Globe Magazin (der Sonntagsbeilage des Boston Globe), der Los Angeles Times, dem Cleveland Plain-Dealer, dem CommonWealth Magazine, der Unitarian-Universalist World sowie in den LGBT-Magazinen The Advocate und Out. An der Tufts University in Medford, Massachusetts unterrichtet er Publizistik.

## Werke von Miller (Auswahl)
- In Search of Gay America: Women and Men in a Time of Change, 1989
- Out in the World: Gay and Lesbian Life from Buenos Aires to Bangkok, 1992
- Out of the Past: Gay and Lesbian History from 1869 to the Present, 1995; Neuauflage 2006
- Sex-Crime Panic: A Journey to the Paranoid Heart of the 1950s, 2002
- Kartchner Caverns: How Two Cavers Discovered and Saved One of the Wonders of the Natural World, 2008